# Gavião (Portugal)
Gavião es una villa portuguesa del distrito de Portalegre, región Alentejo y comunidad intermunicipal del Alto Alentejo, con cerca de 1800 habitantes.
Es sede de un municipio con 293,55 km² de área y 3394 habitantes (2021), subdividido en 4 freguesias. El municipio limita al oeste y al norte con el municipio de Mação, al este con Nisa, al sureste con Crato, al suroeste con Ponte de Sor y al oeste con Abrantes. 

## Historia
Gavião recibió foral de Manuel I de Portugal el 23 de noviembre de 1519.

## Demografía
| Gráfica de evolución demográfica de Gavião entre 1849 y 2021 |
|                                                              |
| Datos según el nomenclátor publicado por el INE portugués.   |

## Freguesias
Las freguesias de Gavião son las siguientes:
- Belver
- Comenda
- Gavião e Atalaia
- Margem